# جو تي. وود
جو تي. وود هو سياسي أمريكي، ولد في 23 أكتوبر 1922 في مقاطعة هال في الولايات المتحدة، وتوفي في 27 أبريل 2019. انتخب عضو مجلس نواب جورجيا ‏.